# Prorhachis
Prorhachis is een geslacht van rechtvleugeligen uit de familie Romaleidae. De wetenschappelijke naam van dit geslacht is voor het eerst geldig gepubliceerd in 1875 door Scudder.

## Soorten
Het geslacht Prorhachis  is monotypisch en omvat slechts de volgende soort:
- Prorhachis granulosa (Scudder, 1875)